# Atomsymbol

Ein Atomsymbol ist ein Symbol, das aus mehreren übereinandergelegten und dabei an einem gemeinsamen, zumeist ebenfalls dargestellten Mittelpunkt orientierten Ellipsen besteht.

## Herleitung und Gestaltung
Das Symbol ist die stilisierte Darstellung eines Atoms gemäß dem 1913 entwickelten bohrschen Atommodell. Dieses postulierte, dass Elektronen den Atomkern ähnlich wie Planeten die Sonne umkreisen. Dieses Modell hat auf Dauer das populäre Bild von Atomen geprägt, obwohl es wissenschaftlich seit etwa 1925 durch für Nichtfachleute weniger anschauliche Modelle überholt ist, in denen Elektronen nur bestimmte Aufenthaltswahrscheinlichkeiten zugesprochen werden (siehe Atomorbital).
Das Symbol besteht aus zumeist drei, häufig auch vier, gelegentlich auch zwei oder mehr als vier Umlaufbahnen um einen Zentralpunkt, die als kreisförmig oder manchmal auch elliptisch im dreidimensionalen Raum gedacht sind und in dem zweidimensionalen Symbol somit perspektivisch als Ellipsen ausgeführt sind. Dass im bohrschen Atommodell die zwei Elektronen der innersten Schale (K-Schale) deutlich kleinere Bahnen haben, ist in der Symbolgestalt nicht berücksichtigt. Die Winkel zwischen den Hauptachsen der Ellipsen sind nach ästhetischen Kriterien ohne Bezug zu physikalischen Atomeigenschaften gewählt; häufig sind sie durchgehend gleich groß. Auf den Bahnen werden häufig je eine oder zwei kleine Kugeln gezeigt, die die kreisenden Elektronen symbolisieren sollen. Im Zentralpunkt ist häufig eine Kugel dargestellt, die den Atomkern symbolisiert. Bei Erweiterung zu komplexeren Symbolen kann auch ein anderes Symbol im Zentrum erscheinen, beispielsweise der Hermesstab im Logo der Universität Ulm. 

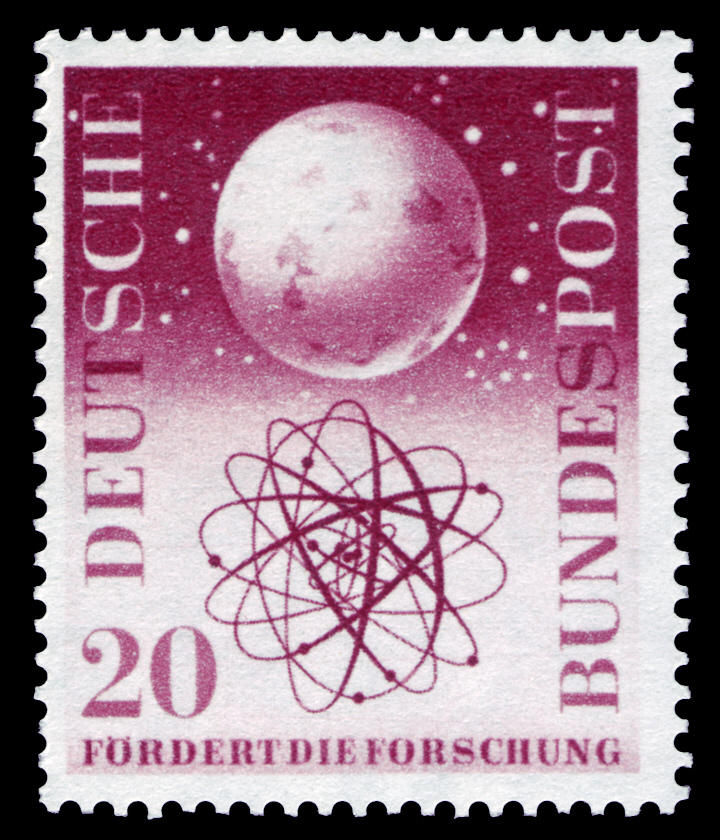
Sondermarke 1955 „Deutsche Forschungsförderung“
Flagge der Internationalen Atomenergie-Organisation (IAEO)
Logo der Universität Ulm (Ausschnitt)
Wappen von Gundremmingen
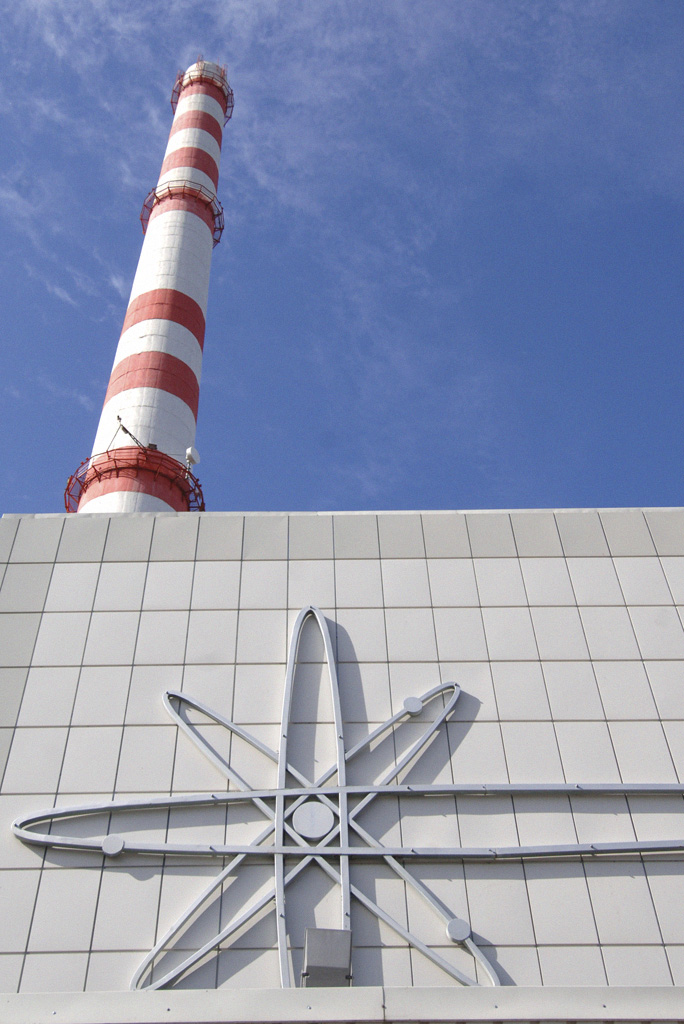
Fassade eines Atomkraftwerks bei St. Petersburg, Russland
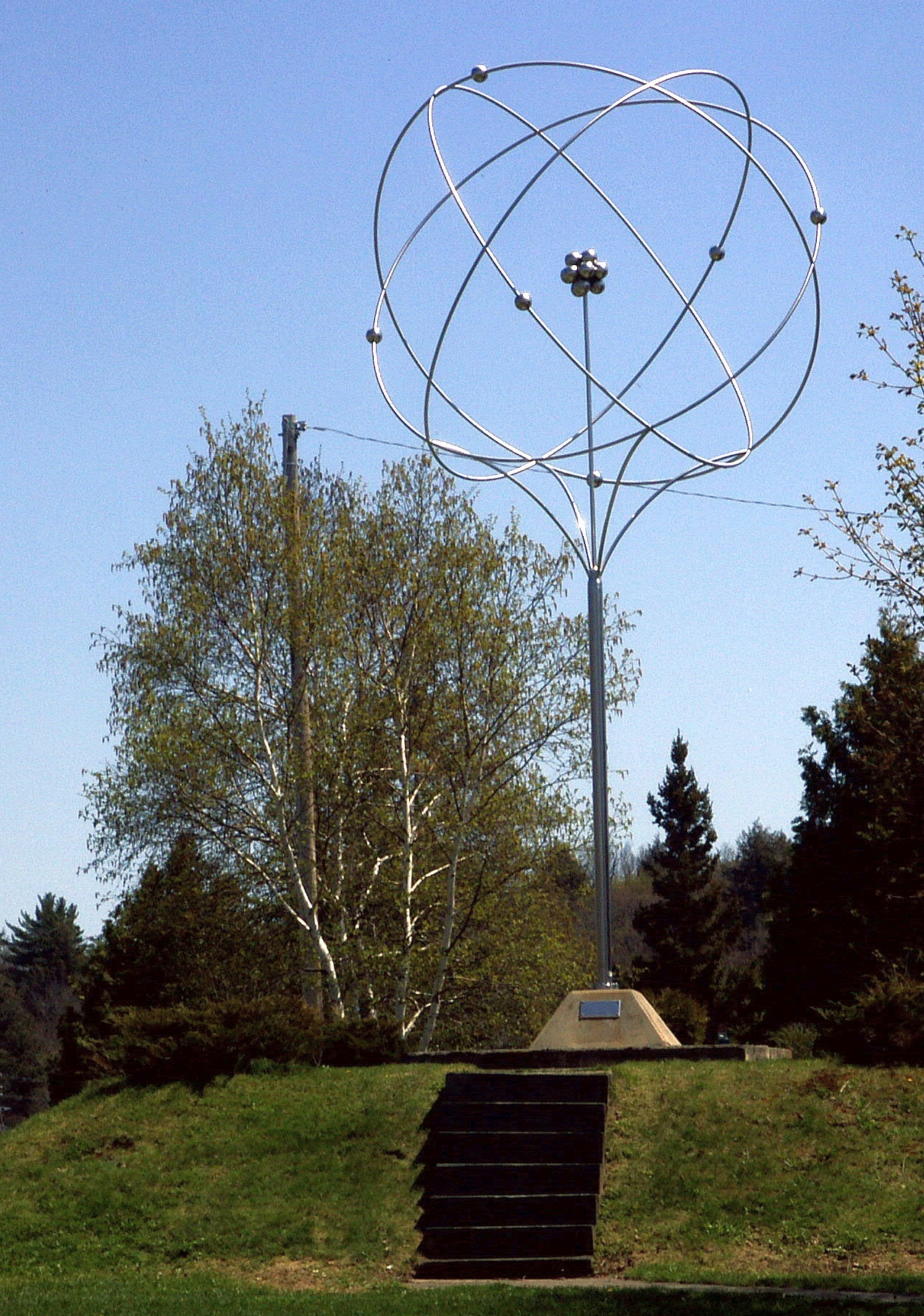
Uranbergbau-Denkmal in Elliot Lake, Ontario, Kanada

## Bedeutung
Das Zeichen kann neben Atomen auch Kernphysik und Kernenergie symbolisieren. Es kann als Kartenzeichen für Kernkraftwerke verwendet werden. Gelegentlich symbolisiert es auch allgemein exakte Wissenschaft. Als ikonische Darstellung des Atoms findet es sich in Logos (z. B. der IAEO), in Wappen (siehe Atomsymbol (Heraldik)), in Karikaturen und in populärwissenschaftlichen Illustrationen.

## Schriftzeichen und Emoji
Das Symbol ist in Unicode seit Version 4.1 (März 2005) als Schriftzeichen U+269B ⚛ atom symbol im Unicodeblock Verschiedene Symbole und mittlerweile außerdem als Emoji standardisiert.

Atomsymbol in den Schriftarten Segoe UI Symbol, DejaVu Sans und Symbola